# Psathyrella spadiceogrisea
Псатирелла сіро–бура (Psathyrella spadiceogrisea) — вид грибів роду псатирелла (Psathyrella). Гриб класифіковано у 1937 році.

## Будова
Шапка темно–сіро–бура, якщо висихає, то стає ніби ясно–сірувато–охряною. Вона радіально–смугаста.
Діаметр шапки до 5 см, форма у молодих плодових тіл — у вигляді широкого дзвоника, у зрілих — випукло–розпростерта. У псатирели сіро–бурої ніжка завдовжки до 9 см, завширшки до 0,6 см, центральна, циліндрична гладенька, біля основи дещо потовщена та вкрита якимись оригінальними волосинками, які нагадують більше лусочки, здається білуватою, у верхній частині ніби борошниста.

## Поширення та середовище існування
Росте на ґрунті або на старих пеньках у листяних лісах. Утворює плодові тіла у серпні–жовтні.

## Практичне використання
Псатирелла сіро–бура — їстівний шапковий гриб. Ознак подібних до отруйних грибів вона не має.